# Уастырджи
Уа́стырджи или Уасгерги (ирон. Уастырджи, дигор. Уасгерги) — важнейший дзуар в традиционной религии осетин, один из героев нартского эпоса.
Уастырджи является покровителем мужчин, путников и воинов. Имя Уастырджи происходит от Wac Gergi «Святой Георгий».

## Мифология
Уастырджи является покровителем мужчин, путников и воинов. В нартском эпосе Уастырджи описывается как небожитель, и изображается седобородым мужчиной на белом коне, одетым в белую бурку. Спускаясь на землю, он проверяет людей, чтобы узнать, помогают ли они друг другу в нужде и горе.
Уастырджи поддерживает хорошие отношения с нартами, с которыми он участвует в их походах за добычей и в пиршествах. В осетинских нартовских сказаниях он нередко выступает соблазнителем женщин, является отцом знаменитой нартовской красавицы Шатаны. О матери Шатаны, Дзерассе, эпос повествует:

«Почувствовав, что умирает, она наказала двум своим сыновьям сторожить её склеп три первые ночи, потому что Уастырджи всегда преследовал её своими домогательствами, был ею обманут и, как она думала, не преминёт в отместку надругаться над её трупом. Первые две ночи склеп сторожил старший сын Урызмаг. Младший сын, Хамыц, стороживший склеп в последнюю ночь, отлучился на бывшую в селении нартов свадьбу, и опасения Дзерассы сбылись — Уастырджи вошёл в её склеп. Так появилась на свет Шатана».

Уастырджи является посредником между Богом и людьми, среди людей появляется в виде нищего старика. Для женщин его имя находится под запретом, они называют его иносказательно Лагты Дзуар («Покровитель мужчин»). Уастырджи посвящены многочисленные святилища, находящиеся в Осетии. Ежегодно во второй половине ноября в Осетии широко отмечается праздник, посвящённый Уастырджи.
Считается врагом воров, мошенников, убийц, клятвопреступников, покровителем честных и добрых людей.

## Другое
Имя Уастырджи упоминается в гимнах Северной и Южной Осетий.